# 龍門山断層
座標: 北緯30度 東経105度 / 北緯30度 東経105度

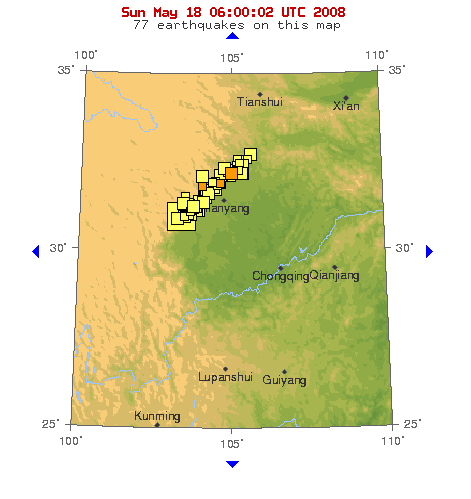
アメリカ地質調査所による四川大地震の余震を示す地図。中央の緑色部分は四川盆地で、龍門山断層帯に震源が集中していることがわかる。

龍門山断層（りゅうもんさんだんそう、ロンメンシャンだんそう、簡体字: 龙门山断层、拼音: Lóngmén Shān Duàncéng）は、中国・四川省北部にある龍門山脈の下を走る断層である。長さ約500km、幅70kmにわたって伸びている。
地震多発地域である、2008年5月12日の四川大地震（汶川地震）や、2013年4月20日の四川地震（雅安地震）の震源はこの断層に位置している。